# Auf Wiedersehen, Pet
Auf Wiedersehen, Pet is een Britse comedy-dramaserie, bedacht door Franc Roddam en geschreven door Dick Clement en Ian La Frenais. De eerste twee seizoenen werden in 1983 en 1986 door ITV Central gemaakt; in 2002 en 2004 verschenen bij de BBC twee nieuwe  seizoenen, die zich ongeveer twintig jaar later afspelen. De serie draait rond de belevenissen van zeven werkloze Engelse bouwvakkers die in de jaren 80 hun geluk beproeven in West-Duitsland en in Spanje, en later, aan het begin van het tweede millennium, weer samenkomen en eerst naar de Verenigde Staten en vervolgens naar Cuba trekken. In totaal werden er veertig afleveringen opgenomen; de reeks eindigt met een special van twee afleveringen die zich grotendeels in Thailand afspeelt. De eerste aflevering werd op 11 november 1983 uitgezonden, de laatste op 29 december 2004.
De personages spreken allen hun eigen dialect: Dennis (Tim Healy), Neville (Kevin Whately) en Oz (Jimmy Nail) zijn Geordies, Wayne (Gary Holton) spreekt Cockney, Moxey (Christopher Fairbank) is een Scouser, Bomber (Pat Roach) praat met een West Country-accent en Barry (Timothy Spall) is een Brummie. Hun sterk verschillende persoonlijkheden en het conflict met hun vreemde omgeving vormen de aanleiding tot komische situaties. Tijdens de opnamen voor het tweede seizoen in 1985 overleed Gary Holton, die Wayne speelde, aan een overdosis morfine, waardoor het draaiboek omgeschreven moest worden. In de seizoenen uit 2002 en 2004 speelt Noel Clarke de rol van Wyman, de zoon van Wayne die reeds enkele jaren geleden aan een hartstilstand overleden is. Pat Roach bezweek in 2004 aan keelkanker, en het personage ‘Bomber’ speelt bijgevolg niet meer in de afsluitende special mee.

## Ontstaansgeschiedenis
Auf Wiedersehen, Pet is los gebaseerd op de ervaringen van een groepje arbeiders uit Teesside dat medio jaren 70 naar West-Duitsland trok. Een van hen, Mick Connell, was bevriend met Franc Roddam, die op zijn beurt Dick Clement en Ian La Frenais het idee gaf dit als concept voor een serie te gebruiken. De scenaristen gingen daarop zelf naar West-Duitsland om onderzoek te verrichten. De hut in de serie is gebaseerd op een daadwerkelijke houten barak waarin de bouwvakkers destijds sliepen, en die ook eens in brand stond. In werkelijkheid vertoefden de Britse bouwvakkers echter in een ‘bergdorpje’ waar ze een school bouwden. Voor aanvang van de opnamen moesten de acteurs een cursus van drie weken volgen om geloofwaardig te leren metselen.

## Hoofdpersonages
- Neville Hope is getrouwd met Brenda en heeft in de eerste twee reeksen een jong dochtertje, later twee tienerdochters. Hij is een brave huisvader uit Newcastle en doodeerlijk, en de anderen oefenen soms een slechte invloed op hem uit, bijvoorbeeld wanneer ze hem dronken voeren. In 2001 is hij een kleine zelfstandige geworden, maar Brenda heeft de dagelijkse leiding over hun bouwbedrijfje.
- Dennis Patterson is de wat oudere ploegbaas van het bouwvakkersteam en fungeert als een vaderfiguur bij wie iedereen te rade gaat. Hij is redelijk intelligent en laat zich niet manipuleren, maar zijn huwelijk loopt op de klippen en hij kettingrookt en drinkt zwaar. In 1986 werkt hij voor de louche zakenman Ali Fraser, bij wie hij in het krijt staat. Dennis heeft een sterk rechtvaardigheidsgevoel.
- Oz heet eigenlijk Leonard Osborne, zoals in 2001 duidelijk wordt. Hij is een stoere macho die plat Geordie spreekt en is extreem trots op zijn afkomst. Oz is rechtuit en confronterend en heeft geen verantwoordelijkheidsbesef of gevoel voor tact. Desondanks is hij van begin af aan bevriend met Neville en Dennis. Hij brengt in 2001 de groep weer samen.
- Albert Moxey, door iedereen Moxey genoemd, is een zwijgzame, niet al te snuggere pyromaan uit Kirkby die op de vlucht is voor het gerecht en meermaals een valse identiteit aanneemt. De groep neemt hem in bescherming, ook al is het illegaal. Nadat de politie dankzij hem een zware crimineel kan arresteren, wordt zijn straf opgeschort.
- Bomber heet in werkelijkheid Brian Busbridge en komt uit Zuidwest-Engeland, waar volgens het cliché elkeen cider drinkt en op een combine harvester rijdt. Hij is een roodharige reus en ijzersterk. Hij is een eerlijk en betrouwbaar man, al gaat hij vreemd. Bomber heeft de gewoonte over zichzelf in de derde persoon te spreken. In 2001 gaat zijn gezondheid erop achteruit; hij is het reizen moe en bouwt een nieuw leven op bij een indianenstam in Arizona.
- Barry Taylor, een elektricien uit de Midlands, valt op door zijn brede eruditie en culturele belangstelling, gepaard met veel naïviteit. De intellectueel van het gezelschap wordt zelfstandig ondernemer en blijkt in 2001 een fortuin te hebben vergaard, dat hij vervolgens volledig kwijtspeelt. Barry vertelt constant nutteloze weetjes en heeft niet door dat hij bedrogen wordt. In de loop van de reeks belandt hij driemaal in de gevangenis. Tegen alle verwachtingen in worden hij en Oz hechte vrienden.
- Wayne Norris is een hippe jongeman uit Londen met rocksterallures. Hij is een ijdeltuit en een rokkenjager, maar ook een competent bouwvakker en wordt zodoende door de groep aanvaard. Door zijn opportunisme verliest hij geregeld de sympathie van de anderen.
- Wyman Norris is Waynes zoon en half van Caraïbische afkomst. Hij wil eigenlijk als diskjockey in discotheken werken, maar heeft geen succes en vervoegt zich dan maar bij het bouwvakkersteam om de oude vrienden van zijn vader te leren kennen.

## Eerste reeks

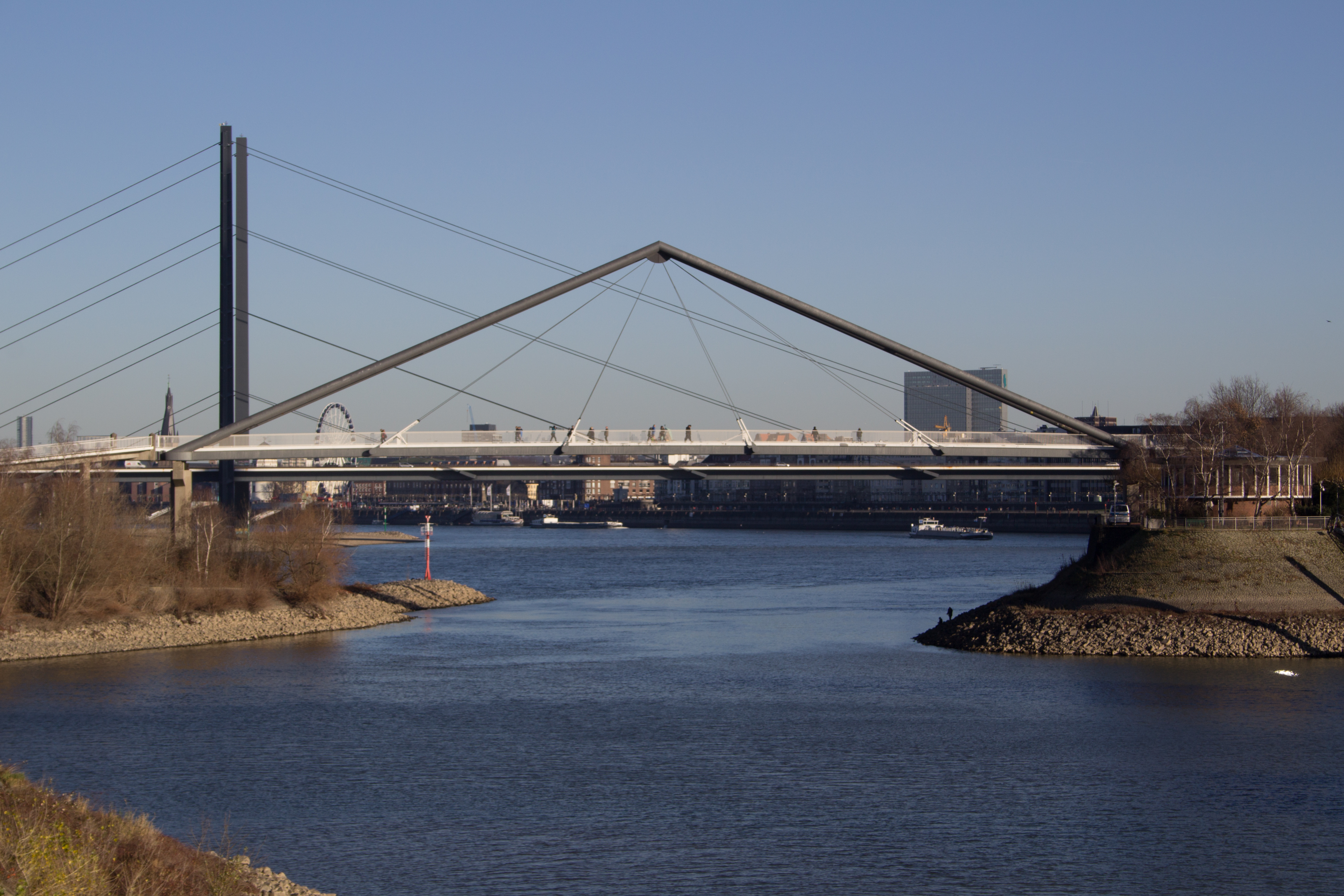
Dennis vertelt Dagmar dat de Rijn in Düsseldorf op de Tyne in Newcastle lijkt. Daarop vraagt ze hem wat hij verkiest: the Rhine or the Tyne?

Reeks een werd tussen 11 november 1983 en 3 februari 1984 uitgezonden. Afleveringen 1, 2, 3, 4, 6, 7, 8, 9 en 13 werden door Roger Bamford geregisseerd, 5, 10, 11 en 12 door Baz Taylor.

### Opnamen
Er werd relatief weinig in Düsseldorf gedraaid; de meeste Duitse buitenopnamen werden op een bouwplaats in Hamburg gemaakt. De rest van de ‘Duitse’ locaties bevond zich veelal in de Elstree Studios in Borehamwood. Ook werd in plaats van Newcastle geregeld in Londen opgenomen.

### Samenvatting
De drie vrienden Neville, Dennis en Oz nemen in 1983 de veerboot naar Nederland; aangespoord door de Britse economische malaise hebben ze een baan op de BECO-bouwplaats in Düsseldorf aangenomen. Onderweg ontmoeten ze Wayne, Barry en Moxey, en op de bouwplaats loopt Bomber rond. Er is geen plaats meer in het hotel, en het zevental moet in een houten barak slapen. Ze metselen de hele dag en ’s avonds drinken ze in de kroeg om de verveling te verdrijven. Neville schrijft voortdurend brieven aan Brenda (Julia Tobin). Oz is zonder boe of ba vertrokken en heeft zijn vrouw Marjorie (Su Elliot) achtergelaten, die hem als vermist beschouwt. Voor Dennis is het de tweede keer dat hij in West-Duitsland verblijft: zijn huwelijk loopt niet goed en hij is de situatie ontvlucht.
Ze maken onder andere uitstapjes naar het platteland en komen een deserteur tegen, Dennis begint een affaire met Dagmar (de secretaresse van de bouwplaats, gespeeld door Brigitte Kahn) en Neville laat zich in een dronken bui de naam van een zekere ‘Lotte’, die hij zich niet meer herinnert, op de arm tatoeëren. De personeelsdirecteur, Herr Grunwald (Michael Sheard), beslist dat een van de Britse bouwvakkers om besparingsredenen naar huis moet, maar het gezelschap kan hem chanteren wanneer ze hem in een seksbioscoop aantreffen. Wayne wordt verliefd op Dagmars assistente Christa (Lysette Anthony) en wil met haar trouwen. Neville wordt valselijk van aanranding beschuldigd. Oz, die een hekel aan Duitsers heeft, begint een affaire met een Duitse, die door een bende Turkse criminelen uitgebuit wordt. Bombers dochter Tracy (Lucinda Edmonds) duikt eensklaps in Düsseldorf op; ze tracht Wayne te verleiden, maar hij onderdrukt zijn instincten omdat ze nog minderjarig is en hij zich ongemakkelijk voelt bij het idee van seks met de dochter van zijn vriend.
Aan het eind van het eerste seizoen is het werk voltooid en maken ‘the lads’ nog een laatste groepsfoto: ondanks hun verschillen zijn ze vrienden geworden. Barry wil met zijn motorfiets naar Saoedi-Arabië rijden. De benzinetank lekt en Oz steekt per ongeluk de barak in brand. Dennis moet beslissen of hij in Düsseldorf bij Dagmar blijft, of terugkeert naar Newcastle (the Rhine or the Tyne?). Hij wil zijn kinderen niet in de steek laten.

### Afleveringen
1. If I were a carpenter
2. Who won the war anyway
3. The girls they left behind
4. Suspicion
5. Home thoughts from abroad
6. The accused
7. Private lives
8. The fugitive
9. The alien
10. Last rites
11. The lovers
12. Love and other four letter words
13. When the boat goes out

## Tweede reeks

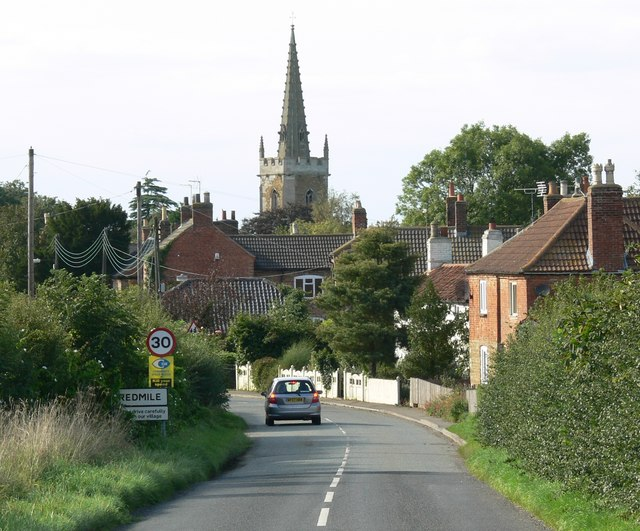
De B&B in Derbyshire bevond zich in werkelijkheid in het dorpje Redmile in Leicestershire.

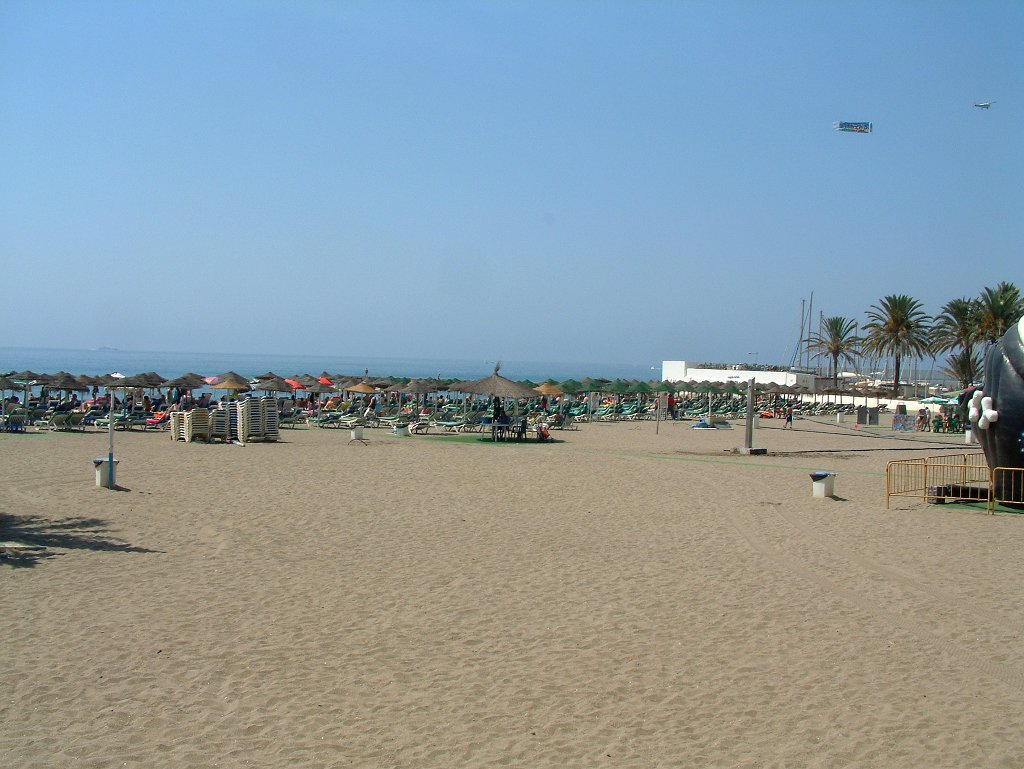
In de tweede helft van de tweede reeks brengen de bouwvakkers tijd op het strand van Marbella door.

De tweede reeks ging op 15 februari 1986 in de ether. Negen van de dertien episoden spelen zich in Engeland af, de rest in Spanje. Regisseurs waren Roger Bamford (afleveringen 1, 2, 3, 4, 5, 7, 8, 10, 11, 12 en 13) en Anthony Gardner (afleveringen 6, 7 en 9). De eerste aflevering trok ruim 15 miljoen kijkers. De laatste aflevering van het tweede seizoen werd op 16 mei 1986 uitgezonden.

### Opnamen
Ofschoon het dorpje waar de mannen zich in de serie bevinden in Derbyshire ligt, werd dit gedeelte van reeks twee grotendeels in Nottinghamshire opgenomen. Het huis van Barry in Wolverhampton bevond zich eveneens in Nottingham. De Spaanse opnamen werden in de omgeving van Marbella gedraaid. Het landhuis ‘Thornley Manor’ was in werkelijkheid Beesthorpe Hall in Caunton. De pub The Barley Mow, die zich in de serie in Derbyshire bevindt, was The Windmill in Redmile in Leicestershire.
Door de dood van Gary Holton op 25 oktober 1985 werden de opnamen gestaakt. Verschillende scènes werden herschreven en creatief gemonteerd om bij de bestaande opnamen van Holton in Spanje te passen. Waynes rol wordt in het verhaal geleidelijk kleiner; zijn afwezigheid wordt bijvoorbeeld verklaard doordat hij een afspraakje heeft of in bed ligt.

### Samenvatting
Twee jaar later is Barry een zelfstandig elektrotechnicus in Wolverhampton en verloofd met Hazel Redfern (Melanie Hill). Hij heeft zijn oude vrienden uitgenodigd. Oz en Barry zijn op vakantie naar de Falklandeilanden geweest, en Oz vertelt eenieder dat hij ‘in de Falklands was’, waarmee hij de indruk wil wekken dat hij een oorlogsveteraan is. Met Dennis gaat het niet goed. Hij is van zijn vrouw Vera (Caroline Hutchinson) gescheiden en werkt als chauffeur voor Alistair Fraser (Bill Paterson), een Schotse eigenaar van casino’s in de regio Tyneside. Dennis had een gokverslaving en is Fraser ruim zesduizend pond verschuldigd. Hazel krijgt twijfels over haar aanstaande huwelijk met Barry. Wanneer Oz verneemt dat Fraser zijn vriend Dennis onder druk zet, stormt hij diens kantoor binnen en slaat de bewaker buiten westen. Fraser is onder de indruk van zoveel krachtdadigheid en stelt Dennis voor, het bouwvakkersteam weer bijeen te brengen. Hij wil een oud landhuis in Derbyshire tot luxeappartementen laten ombouwen. Barry neemt noodgedwongen afstand van Hazel en vervoegt zich weer bij de ploeg. Oz nodigt Moxey uit in de flat van zijn vrouw Marjorie in Gateshead en ontdekt dat Marjorie daar reeds jaren niet meer woont.
In het landelijke, welstellende dorpje in Derbyshire worden de bouwvakkers hautain behandeld. Arthur Pringle (Bryan Pringle), de baas van de bed and breakfast The Barley Mow, gooit allen eruit nadat Wayne zijn dochter verleid heeft; noodgedwongen moeten de arbeiders in het vervallen landhuis overnachten. Moxey gedraagt zich zeer bizar telkens wanneer er een politieagent in de buurt is; het blijkt dat hij uit de gevangenis ontsnapt is. Barry ziet een spook, dat uiteindelijk een landloper blijkt te zijn. Oz kietelt enkele forellen uit een plaatselijk riviertje en wordt wegens stroperij gearresteerd. Het landhuis is een beschermd monument; Frasers plannen moeten aangepast worden. Hij wil er nu een bejaardentehuis van maken, uiteraard zo goedkoop mogelijk. De bouwmaterialen zijn van ondermaatse kwaliteit; de bouwvakkers gaan in staking. Fraser stuurt een knokploeg naar het landhuis en er breekt een schermutseling uit, waarbij de bouwvakkers de bovenhand krijgen. Fraser moet inbinden. De arbeiders renoveren het landhuis op verantwoorde wijze en als wraak op Arthur Pringle metselen ze ’s nachts de deur van zijn bed and breakfast dicht.
Ali Fraser stuurt ‘the lads’ naar Spanje om in het zwart een zwembad aan zijn vakantievilla te bouwen. In werkelijkheid is hij met een witwasoperatie bezig. Moxey heeft een vals paspoort bemachtigd, noemt zich nu Brendan Mulligan en tracht met een Iers accent te praten. De aanwezigheid van Engelse bouwvakkers in een afgelegen Spaans bergdorpje trekt de aandacht van de roddelpers; journalisten denken dat het om een groep criminelen gaat die recentelijk een bank in Sheffield overvallen heeft. Wanneer Fraser Dennis terug naar Newcastle stuurt om een koffer op te halen, ontdekt die dat er witgewassen geld in zit, dat hij wijselijk voor de douanecontrole verbergt. Nu heeft Dennis een wapen om Fraser onder druk te zetten. Hij dwingt hem tot loonsverhogingen voor de bouwvakkers en het afschrijven van zijn persoonlijke schuld zodra de werkzaamheden voltooid zijn. De bouwvakkers menen een paparazzo op een dak te zien en gaan hem te lijf. De man is echter van Scotland Yard en herkent Moxey meteen, maar in Spanje heeft hij geen bevoegdheid, hem te arresteren. Oz begint een affaire met Frasers vrouw Vicki (Lesley Saint-John). Hazel heeft zich bedacht en wil nu toch met Barry huwen. Frasers vriend Kenny (James Booth) biedt het bruidspaar zijn privéjacht voor de trouwerij aan: indien ze naar internationale wateren kunnen varen, kan Fraser probleemloos zijn koffer met zwart geld aan Kenny overhandigen. De Spaanse politie achtervolgt het jacht en de reeks eindigt met het hele team dat radeloos aan de reling van het schip staat.

### Afleveringen
1. The return of the seven
2. The return of the seven (deel 2)
3. A law for the rich
4. Another country
5. A home from home
6. Cowboys
7. No sex please, we’re brickies
8. Marjorie doesn’t live here anymore
9. Hasta la vista
10. Scoop
11. Law and disorder
12. For better or worse
13. Quo vadis, pet

## Derde reeks

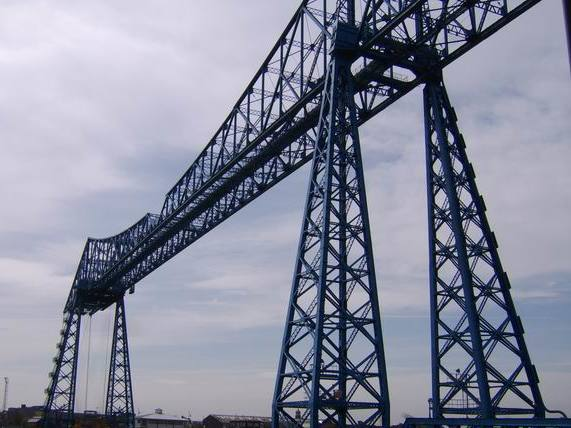
Reeks drie draait om de Tees Transporter Bridge.

Reeks drie was een BBC-productie. Franc Roddam had eerder gepoogd een nieuwe reeks van Auf Wiedersehen, Pet te creëren, maar door de drukke agenda van de acteurs was dat tot dan toe niet gelukt. De eerste aflevering van de nieuwe reeks behaalde kijkcijfers van 12 miljoen. De eerste aanzet tot een nieuwe reeks werd door Clement en La Frenais gegeven, toen ze drie sketches schreven voor een optreden ter nagedachtenis aan Sammy Johnson. Het derde seizoen liep van 28 april 2002 tot 2 juni 2002 op BBC One. Deze reeks werd in 2002 op de National Television Awards bekroond met de prijs voor het populairste drama. Regisseur was Paul Seed.

### Opnamen
Er werd op locatie in Teesside en Arizona gedraaid. Timothy Spall, inmiddels een beroemde acteur, ontving £ 250.000 voor drie opnameweken, tot groot ongenoegen van zijn medeacteurs. Hierop onderhandelde Jimmy Nail een loonsverhoging voor zichzelf, met als argument dat hij eigenlijk het hoofdpersonage van de serie is. Nail had in de jaren 90 bekendheid verworven als hoofdrolspeler van de serie Crocodile Shoes, met een bijbehorende song die in de hitparade had gestaan.

### Samenvatting
Vijftien jaar laten begeven Dennis, Neville, Bomber, Moxey en Barry zich naar de vermeende uitvaartplechtigheid van Oz in Middlesbrough. Oz duikt zelf op: hij wilde hen allen bijeenbrengen en heeft dan maar zijn eigen dood in scène gezet. Ze ontdekken dat Wayne overleden is wanneer zijn zoon Wyman binnenkomt. Oz heeft in de gevangenis gezeten, waar hij kennis maakte met de corrupte politicus en schrijver Jeffrey Grainger (Bill Nighy). Grainger is Oz heel dankbaar omdat die hem telkenmale beschermde wanneer hij in de douches ‘de zeep liet vallen’. Oz heeft een zakenvoorstel: de Tees Transporter Bridge moet in opdracht van Grainger ontmanteld worden, en hij wil zijn oude vrienden in de onderneming betrekken. De werkkrachten bestaan naar verluidt uit Oost-Europese gastarbeiders, die echter, zo blijkt, door mensensmokkelaars uit de Balkan naar Engeland gebracht zijn en in erbarmelijke omstandigheden gehuisvest worden. Barry, corpulent en dure sigaren rokend, arriveert in een Bentley. Zijn ex-vrouw Hazel ontdekte dat ze lesbisch was; hij is nu met de Russische Tatiana (Branka Katic) getrouwd en heeft een vermogen vergaard met de verkoop van omgebouwde Lada’s. Dennis kan zich de noodzakelijke kapitaalinleg voor Oz’ onderneming niet veroorloven, en de anderen betalen zijn deel. Moxey heeft zijn deel gestolen uit de kluis van zijn corrupte baas, die hem nu op de hielen zit. In de Tees spoelt een lijk aan.
Serviërs en Kroaten gaan met elkaar op de vuist, en de onderneming valt in het water wanneer de pers lucht krijgt van de mensensmokkel. Oz plaatst een advertentie op het internet: ‘brug te koop’. Hij krijgt een aanbod van Joe Saugus (Gordon Tootoosis), het stamhoofd van de Chocanaw in Arizona: zij hebben een casino dat aan de andere kant van een ravijn ligt en met een brug veel eenvoudiger bereikbaar zou zijn. Het gezelschap wil de brug aan de indianen verkopen. Oz ontdekt dat Barry’s vermeende zwager Kadi (Dragan Micanovic) eigenlijk Tatiana’s minnaar is. Barry is ontsteld en wil van haar scheiden; daarenboven gebruikt Kadi de autohandel als dekmantel voor cocaïnesmokkel. Hij eist het gebruik van het straalvliegtuig om de bouwvakkers naar Amerika te transporteren, maar Kadi heeft drugs in hun bagage geplant. Algauw wordt iedereen gearresteerd.
Een sluwe advocaat weet allen vrij te krijgen, behalve Barry, die verdacht is wegens zijn banden met de Moskouse maffia. De montagewerkzaamheden aan de brug gaan van start, maar dan blijkt dat een cruciaal onderdeel ontbreekt, dat door Grainger opzettelijk is achtergehouden. Oz, die een verhouding met Graingers secretaresse Sarah (Emily Bruni) heeft, komt dit te weten en de vrienden bedenken een plan om Grainger in de val te lokken. Onderwijl komt een Britse politieagent de bouwplaats inspecteren. In een bar komt het tot een handgemeen tussen de bouwvakkers en een groep rednecks. Wyman wordt tijdens een autorit door de mannen van de baan gereden en zwerft doelloos door de woestijn. Na enkele dagen vindt Oz Wyman terug dankzij zijn walkman, waarop de plaat van Dire Straits speelt die hij hem had aanbevolen. Oz, Neville en Dennis bezoeken een bordeel. Neville geraakt aan de praat met een prostituee en wordt verliefd op haar: zijn huwelijk met Brenda verloopt onbevredigend. Bomber is zwakjes en vertrouwt de anderen toe dat hij aan hepatitis lijdt.
De Britse politieagent is Moxey heel dankbaar omdat zijn corrupte ex-baas voor het gerecht is gebracht: het lijk in de Tees had eigenlijk Moxey moeten zijn. Grainger vliegt naar Arizona voor zijn deel van de koek. Ze geven hem overvloedig veel alcohol en dwingen hem de vredespijp te roken, waardoor hij stoned en loslippig wordt. Hij vertelt terloops dat hij de transportlift van de brug gestolen had, hetgeen op een dictafoontje opgenomen wordt. De Britse politieagent rekent hem in. Bomber ondergaat een kuur bij de plaatselijke medicijnman en heeft een oogje op een van de stamleden.

### Afleveringen
1. Bridging the gap
2. Heavy metal
3. Bridge over troubled water
4. A bridge too far
5. Another country
6. An inspector calls

## Vierde reeks
Ook reeks vier werd door de BBC geproduceerd. Het idee om deze reeks in Cuba te situeren, ontstond tijdens de opnamen voor de derde reeks in Arizona. In januari 2002 vlogen Dick Clement, Ian La Frenais en Jimmy Nail naar Cuba om inspiratie op te doen. De eerste aflevering werd door 8,1 miljoen mensen bekeken. Deze reeks liep van 4 januari tot 8 februari 2004. Regisseurs waren Maurice Phillips (afleveringen 1, 2 en 3) en David Innes-Edwards (afleveringen 4, 5 en 6). Pat Roach’ gezondheid ging erop achteruit, en zijn rol in de serie is enigszins ingeperkt.

### Opnamen
De opnamen van Cuba werden in werkelijkheid in de Dominicaanse Republiek gemaakt, nadat onderhandelingen tussen de BBC en de Cubaanse regering geen succes hadden geboekt, waardoor er geen vergunning voor opname in Cuba was verleend.

### Samenvatting
De vierde reeks begint in Sint-Petersburg, waar de bouwvakkers een paleis gerestaureerd hebben. Ze maken kennis met een groep metselaars die voor de afdeling Overseas Estates Development van de Britse overheid werken. Het paleis explodeert. De Britse ambassade in Rusland krijgt Barry niet uit de gevangenis: hij had dit project aan de anderen aangeraden, niet wetend dat de maffia erachter zat. Uiteindelijk kan zijn ex-vrouw Tatiana hem bevrijden. Terug in het Verenigd Koninkrijk besluit het zevental te kandideren voor een aannemersopdracht van de staat. Tijdens een vakantie in het Lake District wordt Neville benaderd door Heather (Sara Stewart) van het Ministerie van Buitenlandse Zaken: ze wil dat hij een geheim contactpersoon wordt. Neville, die het geld goed kan gebruiken, moet een geheimhoudingsdocument ondertekenen en mag zijn achterdochtige vrouw Brenda niets vertellen. De overheidsopdracht voor het bouwteam zal op de ambassade in Havana plaatsvinden. Oz heeft een recente veroordeling en mag volgens de regels niet mee; Neville weigert echter deel te nemen indien Oz niet mee mag. Oz denkt dat Neville voor hem in de bres is gesprongen en beschouwt hem nu als zijn beste vriend. Wyman vlucht voor zijn gênante moeder Chrissie (Sandra James-Young), die algauw achter Dennis aanzit. Oz maakt weer contact met zijn vervreemde zoon Rodney (Mark Stobbart) en ontdekt tot zijn afgrijzen dat hij homoseksueel is en de kost verdient met travestietenoptredens in een homobar.
In Cuba krijgt Neville instructies van Tarquin Pearce (Alexander Hanson) om contacten met een Chinees aan te knopen, aan wie hij bedrijfsgeheimen uit de medische industrie moet ontfutselen. Barry krijgt een auto-ongeval en belandt in de gevangenis: in Cuba gelden verkeersongevallen als misdrijven. Wyman begint een relatie met Tina (Zoë Eeles), de medewerkster van de ambassade; de verantwoordelijke voor het bouwvakkersteam, Pru (Caroline Harker), brengt veel tijd met Neville door, hetgeen de anderen achterdochtig maakt. Oz maakt kennis met de ballerina Ofelia Ortiz (Josefina Gabrielle) van het Cubaanse staatsballet en ontwikkelt plotseling een interesse in de podiumkunsten. Chrissie arriveert onverwachts in Cuba op een cruiseschip. Ofelia’s broer Raúl (Javier Alcina) doet aan santería en voert rituelen op Oz uit; hij is niet tevreden met de hechte relatie tussen hem en zijn zuster. ’s Nachts verbouwt Oz het huis van Ofelia’s familie. In de tussentijd wordt Neville bij de Chinees thuis uitgenodigd. De Chinees is een hevige supporter van Manchester United; voor een Geordie is dit een zware vernedering. Ze kijken naar een voetbalmatch van Manchester United en Neville giet in opdracht van Tarquin een verdovend drankje in het glas van de Chinees, maar drinkt er per ongeluk zelf ook van.
Het team is ervan overtuigd dat Neville een affaire met Pru heeft. In werkelijkheid is zij geen administratief medewerker, maar Nevilles opdrachtgever. Ze waarschuwt hem dat Tarquin een opportunistische fraudeur is die de bedrijfsspionage voor zijn eigen gewin wil gebruiken. Pru draagt Neville op, een deel van de documenten achter te houden en van Tarquin een deel van de winst te eisen. Tarquin ruikt onraad: Neville is in zijn ogen slechts ‘een domme metselaar uit Geordieland’ die nooit op het idee gekomen zou zijn. Intussen bedenkt Wymans moeder Chrissie een plan om de ballerina samen met Oz het land uit te smokkelen. Iemand in de hoge politieke regionen schijnt te belemmeren dat Barry uit de gevangenis komt: dat blijkt Ofelia’s broer te zijn. Wyman slaapt met Tarquins secretaresse Tina; ze worden lid van de theatergroep en repeteren She Stoops to Conquer.
Tijdens een volkskermis wordt Neville naar een leegstaand pand gelokt, vastgebonden en bedreigd: dit is Tarquins werk. Oz en Dennis bevrijden hem; Tarquins carrière is afgelopen. Oz offert zijn relatie met Ofelia op voor Barry: om hem vrij te krijgen, belooft hij het contact met Ofelia te verbreken. Aan het eind van de vierde reeks neemt het zevental een salsales.

### Afleveringen
1. Britannia waives the rules
2. Our men in Havana
3. A gift from Fidel
4. Moonlighting
5. Dangerous liaisons
6. The end of the affair

## Speciale reeks

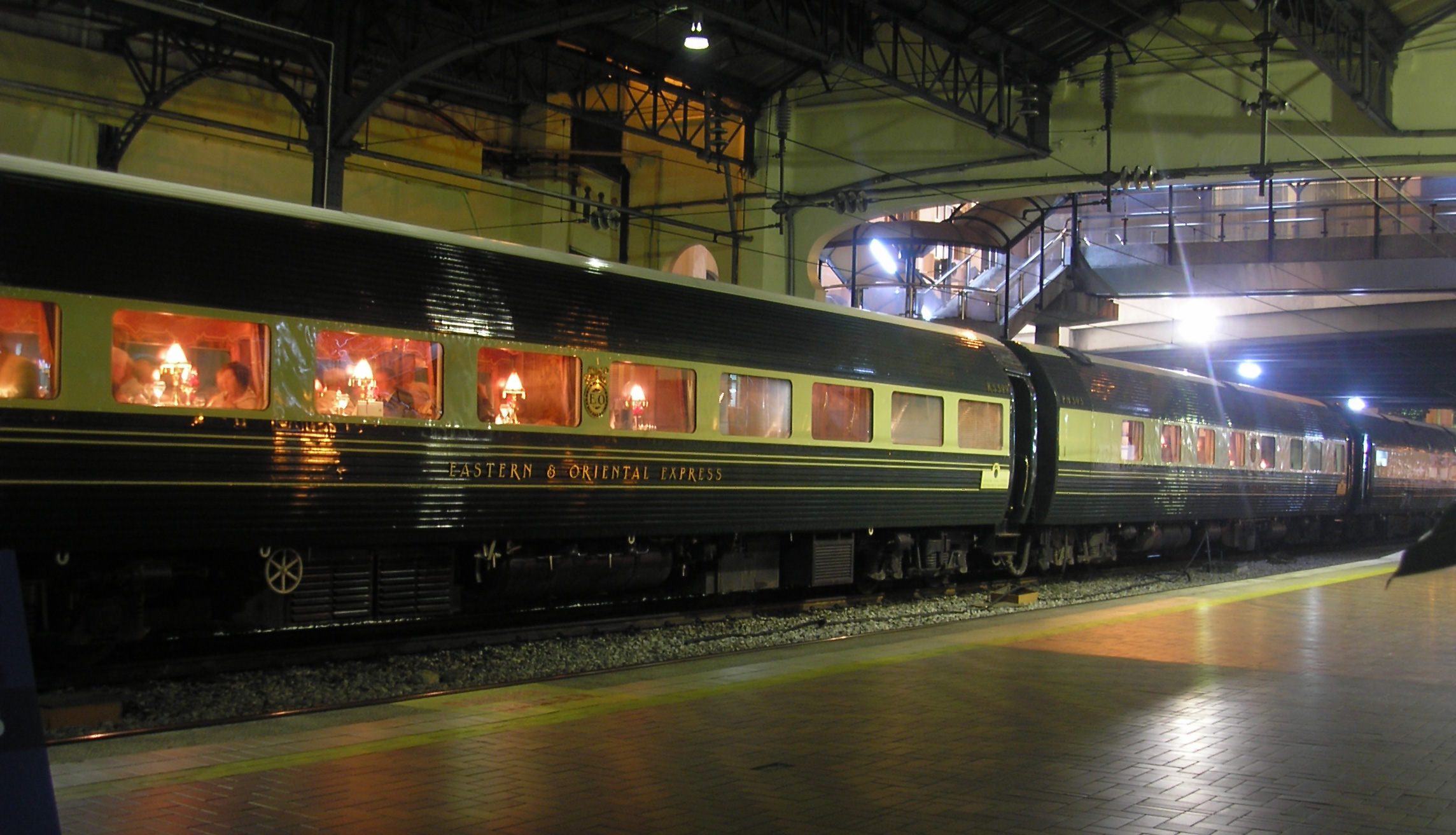
Barry, Tatiana en Neville nemen de Eastern and Oriental Express naar Thailand.

In de special, ook Au revoir, Pet genoemd, speelt Pat Roach, die aan terminale keelkanker leed, niet meer mee. Aan het eind van de laatste aflevering verschijnt een in memoriam. Deze afsluiter werd op 28 en 29 december 2004 op BBC One uitgezonden. Regisseur was Sandy Johnson.

### Opnamen
Er werd op locatie in Thailand gedraaid. Roach overleed tien dagen vóór het eind van de opnamen. De acteurs moesten oefenen voor een scène waarin ze op olifanten een rivier oversteken.

### Samenvatting
De Britse ambassade van een niet nader genoemd Centraal-Afrikaans land wordt aangevallen. Neville, Dennis, Moxey, Wyman en Barry worden per helikopter geëvacueerd; Oz heeft nog snel een vluggertje met de secretaresse en krijgt bij een explosie een lading schroot in zijn achterwerk. Het team wordt naar Laos overgeplaatst als onderaannemers voor de Australische ambassade aldaar. De Britten en Australiërs op de ambassade houden een drinkwedstrijd, die elkeen een zware kater oplevert. Bomber heeft vanuit Arizona een brief geschreven waarin hij zegt dat hij een gezin heeft gesticht en niet meer terugkomt.
Barry heeft een rit op de Eastern & Oriental Express gereserveerd, samen met zijn zwangere ex-vrouw Tatiana. Neville weet dit niet en gaat mee. Tot hun ontzetting zit Tarquin Pearce, de fielt van de ambassade in Cuba, eveneens op de trein. In Thailand wordt Barry eensklaps ontvoerd. Dennis trommelt de anderen op om naar hem op zoek te gaan. Ze worden benaderd door iemand die beweert, hen naar Barry te kunnen brengen. Tatiana heeft Oz een steekmes gegeven, dat haar vader haar ter verdediging als verjaardagsgeschenk had gegeven. Het gezelschap trekt dagenlang door de jungle op olifanten en wordt plotseling door gewapende mannen naar een afgelegen dorp weggeleid. De bandieten eisen losgeld voor hun zes gijzelaars, die voorstellen een washuis in het dorp te bouwen. Neville ontvreemdt de mobiele telefoon van de leider van de gijzelnemers en belt stiekem de Britse ambassade, zodat die het signaal kan lokaliseren. Toevallig ziet hij een berichtje van Tarquin op de telefoon. Het dorp wordt bestormd door het leger. De opdrachtgever van de bandieten neemt Tarquin als gijzelaar in plaats van de zes bouwvakkers. Alvorens het dorp te verlaten maken de mannen het washuis af. Moxey verhuist naar Brisbane met zijn geliefde die hij op de ambassade heeft leren kennen. Wyman trekt naar Ibiza om in nachtclubs te werken. Tatiana is zwanger en Barry bereidt zich voor op het ouderschap. Nu zijn enkel nog Oz, Neville en Dennis over. Ze vragen een nieuwe opdracht aan de staat, die hen weer naar Duitsland stuurt. De laatste aflevering eindigt zoals de eerste begonnen was, met Neville, Oz en Dennis op de veerboot over de Noordzee.

### Afleveringen
De special bestaat uit twee afleveringen.

## Appreciatie
Auf Wiedersehen, Pet heeft een zekere cultstatus bereikt. De serie lanceerde de carrière van de hoofdrolspelers, die voordien relatief onbekend waren. De derde reeks van het programma, uit 2002, was na EastEnders de best bekeken serie van het jaar. Volgens Franc Roddam is het succes deels te danken aan het feit dat de serie zich op mensen uit de werkende klasse focust die niet in hun vertrouwde omgeving vertoeven, en hun leven met veel humor en pathos beschrijft.

## Muziek
Joe Fagin schreef de titelsongs voor de eerste en tweede reeks, respectievelijk Breaking away (aan het begin van de afleveringen), That’s living all-right (aan het einde) en Back with the boys again. That’s living all-right bereikte in januari 1984 de derde positie in de hitparade. Voor de derde reeks schreef Mark Knopfler de single Why aye man, naar de catchphrase van Oz. De vierde reeks heeft Latijns-Amerikaanse salsamuziek als soundtrack.